# 228-Hand-in-Hand-Kundgebung

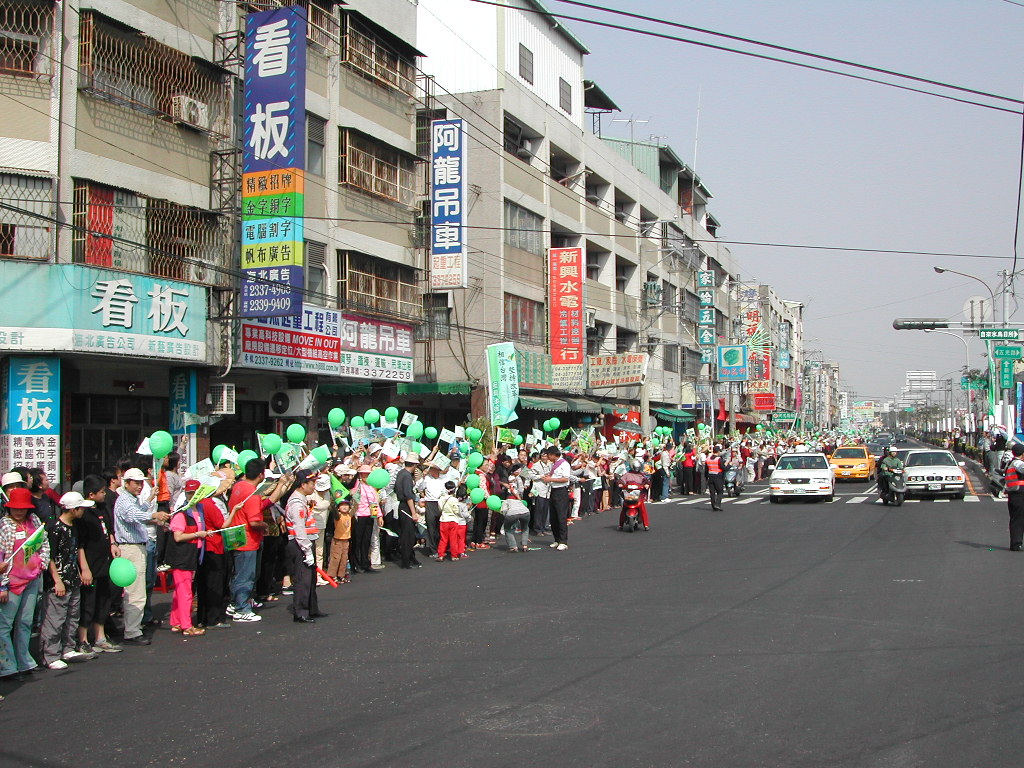
228-Hand-in-Hand-Kundgebung – Abschnitt Landkreis Taichung, 2004

Die 228-Hand-in-Hand-Kundgebung (chinesisch 228百萬人手牽手護台灣 – „wörtlich 2,28 Millionen Menschen Hand in Hand zum Schutz von Taiwan“) war eine Demonstration in Form einer Menschenkette auf Taiwan am 28. Februar 2004. Die Zahl der Teilnehmer wurde auf 1 bis 2 Millionen geschätzt.
Die Teilnehmer bildeten eine 500 Kilometer lange Menschenkette, die sich von der nördlichsten Stadt Keelung bis zum Ort Jiadong an der Südspitze Taiwans erstreckte, um an den „Zwischenfall vom 28. Februar“ zu erinnern und um für Frieden und gegen die Stationierung von auf die Republik China gerichteten Raketen durch die Volksrepublik China zu demonstrieren. Die Kundgebung wurde von der Demokratischen Fortschrittspartei (DPP) zusammen mit der Taiwanischen Solidaritätsunion (TSU) organisiert. Offizielle Schirmherren waren Präsident Chen Shui-bian und Ex-Präsident Lee Teng-hui, die sich beide im Landkreis Miaoli in die Menschenkette einreihten. Ziel der Veranstaltung war es, für die Referenden über die Beziehungen zur Volksrepublik China, die parallel zur anstehenden Präsidentenwahl abgehalten werden sollten, zu werben und gleichzeitig die Anhänger der pan-grünen Koalition für die Präsidentenwahl zu mobilisieren. Um 2 Uhr 28 nachmittags reichten sich die Teilnehmer die Hände. Die Anfangs- und Endpunkte der Menschenkette waren mit Bedacht ausgewählt worden: der Beginn der Kette lag bei der Insel Heping (和平島,  Hépíng Dǎo – „Friedensinsel“) in Keelung  und der Endpunkt beim Dorf Changlung (昌隆村,  Chānglóng cūn – „Dorf des prosperierendes Wirtschaftswachstums“), in der Gemeinde Jiadong im Landkreis Pingtung.
Die Menschenkette war nach Angaben der Organisatoren vom Baltischen Weg inspiriert worden, einer zwei Millionen Teilnehmer zählenden Menschenkette, mit der am 23. August 1989 in den drei baltischen Republiken Litauen, Lettland und Estland gegen die Besetzung durch die Sowjetunion demonstriert worden war.